# The Thin Blue Line (emblème)
Pour les articles homonymes, voir The Thin Blue Line.
The Thin Blue Line (la mince ligne bleue, en traduction littérale) est une expression qui fait généralement référence au concept de la police en tant que ligne qui empêche la société de sombrer dans un chaos violent. Le bleu dans la Thin Blue Line fait référence à la couleur bleue des uniformes de nombreux services de police.

Symbole représentant The Thin Blue Line.

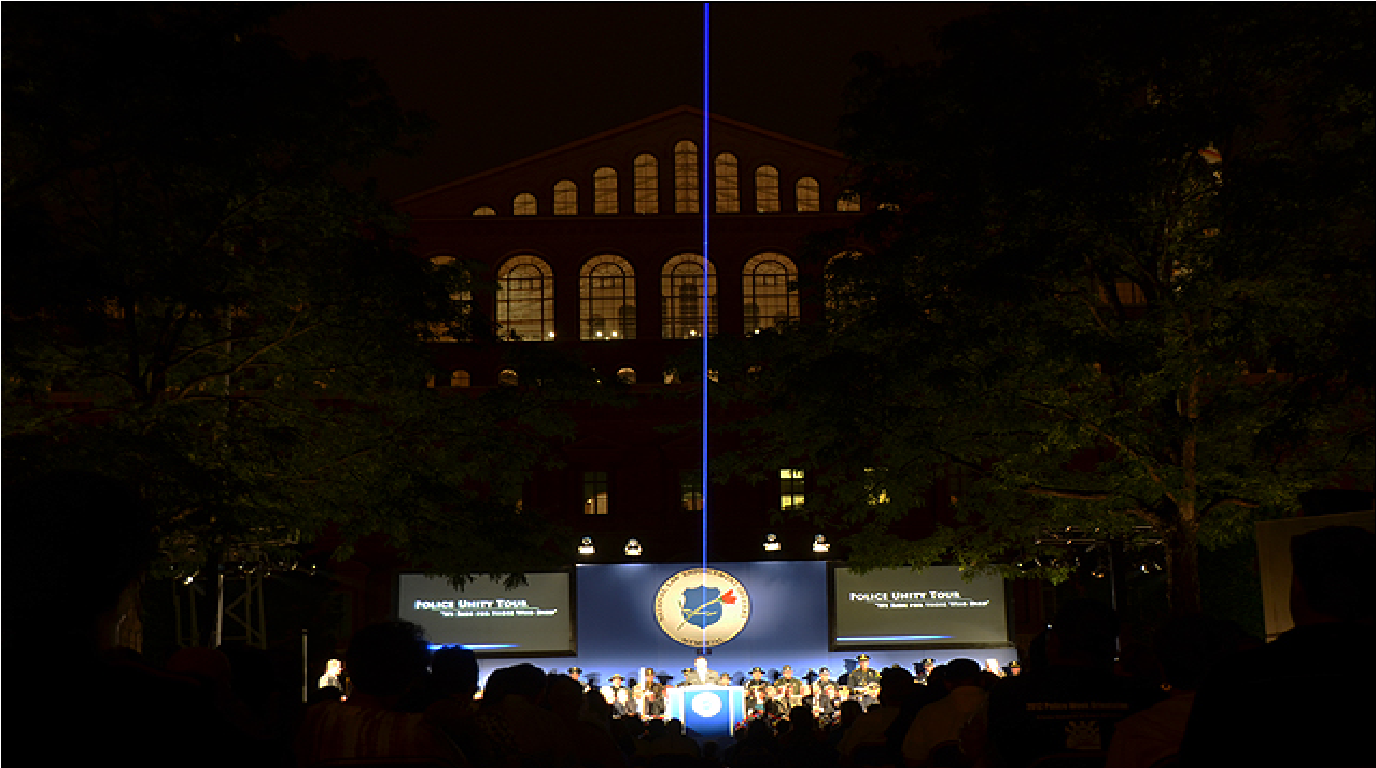
Un laser bleu symbolise le rôle protecteur des policiers lors d'un hommage aux policiers américains, à Washington, en 2012.

Originaire du Royaume-Uni, le symbole est actuellement utilisé aux États-Unis, au Canada, en Belgique et en Suisse pour commémorer un policier mort en service. Mais également pour symboliser la place de la police dans la société, et son rôle de protecteur des citoyens face aux criminels. C'est une analogie à la bataille de Balaklava, où le 93e régiment d’infanterie écossais résista à une charge de la cavalerie russe cinq fois plus nombreuse, à la suite de laquelle la résistance de ce bataillon fut métaphoriquement désignée sous le nom de The Thin Red Line.
Chacune des trois bandes de l’emblème a une signification. La ligne bleue du centre représente les forces de l'ordre, une des lignes noires représente les citoyens et l'autre ligne noire les criminels. La position centrale de la bande bleue fait référence au rôle de la police, chargée de protéger les citoyens des criminels.
Les promoteurs du symbole affirment qu'il est destiné à soutenir et valoriser les forces de l'ordre. Dans le sillage des controverses concernant l'usage de la force par les policiers américains, le drapeau représentant la Thin Blue Line est devenu populaire parmi les forces de l'ordre, leurs familles et leurs soutiens.
Le symbole a été récupéré par l'extrême droite. À cause de cela, plusieurs[Qui ?] y voient un encouragement à la violence et à la haine. À cause du message ambigu maintenant véhiculé par ce symbole, plusieurs forces de police ont interdit à leurs officiers de le porter.

## Histoire
L'expression Thin Blue Line est dérivée de la The Thin Red Line, un épisode de la bataille de Balaklava en 1854 au cours de laquelle le 93e régiment d'infanterie de l'armée britannique a résisté à une charge de la cavalerie russe cinq fois plus nombreuse. Cette action a été largement médiatisée par la presse et recréée dans des œuvres d'art, devenant ainsi l'une des batailles les plus célèbres de la guerre de Crimée. L'expression est aujourd'hui utilisée pour désigner les pompiers.
Dans le livre Lawtalk, James Clapp et Elizabeth Thornburg affirment que le terme s'est étendu à d'autres professions, par exemple, la thin white line of bishops, (la mince ligne blanche des évêques).
Une des premières utilisations connues de l'expression thin blue line provient d'un poème de 1911 de Nels Dickmann Anderson, intitulé The Thin Blue Line. Dans ce poème, l'expression est utilisée pour désigner l'armée américaine, faisant allusion à la fois à la Thin Red Line et au fait que les soldats de l'armée américaine portaient des uniformes bleus du XVIIIe siècle au XIXe siècle,
On ignore quand le terme a été utilisé pour la première fois pour désigner la police. Le commissaire de police de New York, Richard Enright (en), a utilisé l'expression en 1922. Dans les années 1950, le chef de la police de Los Angeles, William H. Parker, a souvent utilisé l'expression dans ses discours, et il a également prêté l'expression à l'émission de télévision produite par le département de police, The Thin Blue Line (en). Parker a utilisé l'expression "thin blue line" pour renforcer le rôle du LAPD. Comme Parker l'a expliqué, la Thin Blue Line , représentant le Los Angeles Police Department, était la barrière entre la loi et l'ordre et l'anarchie sociale et civile.
L'Oxford English Dictionary mentionne son utilisation en 1962 par le Sunday Times en référence à la présence policière lors d'une manifestation antinucléaire. L'expression est également documentée dans un document de 1965 du gouvernement du Massachusetts, faisant référence à sa police d'État, et dans des rapports de police encore plus anciens du New York City Police Department. Au début des années 1970, l'expression s'est répandue dans les services de police de tous les États-Unis. L'auteur et policier Joseph Wambaugh a contribué à populariser l'expression avec ses romans policiers tout au long des années 1970 et 1980. Selon un article de 2018 de la revue juridique, la Thin Blue Line fait également référence à un code de silence non écrit utilisé pour couvrir les fautes de la police, également connu sous le nom de Blue wall of silence (en) (mur bleu du silence), un terme qui remonte à 1978.
Le terme a été utilisé pour le titre original du film documentaire d'Errol Morris de 1988, Le Dossier Adams (titre original : The Thin Blue Line), sur le meurtre du policier de Dallas Robert W. Wood. Le juge Don Metcalfe, qui a présidé le procès de Randall Dale Adams, déclare dans le film que « l'argument final du procureur Doug Mulder en était un que je n'avais jamais entendu auparavant : sur la mince ligne bleue de la police qui sépare le public de l'anarchie ». Le juge a admis avoir été profondément ému par les paroles du procureur, bien que le procès se soit soldé par une condamnation injustifiée et une peine de mort.
Le symbole de la Thin Blue Line est repris par des policiers américains en 2014, dans le contexte de l'émergence du mouvement Black Lives Matter, qui occasionne des débats sur les violences policières. La Thin Blue Line devient alors un symbole corporatiste associé au mouvement Blue Lives Matter, opposé à Black Lives Matter, et devient utilisée par l'extrême droite américaine comme signe de ralliement à ses idées. Le symbole apparaît notamment lors de la manifestation « Unite the Right » à Charlottesville, lors d'un discours du président américain Donald Trump en octobre 2020, ainsi que lors de l'assaut du Capitole. Étant donné sa portée polémique, le symbole est banni par plusieurs services de police nord-américains,.
En France, une marque d'accessoires pour policiers reprenant ce symbole, Thin Blue Line France, apparaît fin 2018. Une décision de 2021 du déontologue de la gendarmerie nationale conclut que « L’équipement en cause est susceptible d’être assimilé à une mouvance politique, en conséquence, son port pourrait constituer un manquement à l’obligation de réserve ».

## Symboles et variantes
Le drapeau de la Thin Blue Line est entièrement noir, avec une seule bande bleue horizontale en son centre. Des variations du drapeau, utilisant souvent divers drapeaux nationaux en noir et blanc avec une ligne bleue passant par le centre, sont vues ci-dessous. Le mouvement Blue Lives Matter a été créé en décembre 2014, après les homicides des agents de la police de New York Rafael Ramos et Wenjian Liu à Brooklyn, New York (en), dans le sillage des homicides d'Eric Garner et de Michael Brown Jr plus tôt dans l'année et dans le contexte du grand mouvement Black Lives Matter,,.
L'emblème du crâne du personnage de la bande dessinée Punisher est devenu populaire au sein du mouvement Blue Lives Matter, de nombreuses entreprises produisant des décalcomanies, des autocollants et des T-shirts arborant l'emblème du Punisher en couleur avec ou à côté de la Thin Blue Line,. Le créateur du Punisher, Gerry Conway, a critiqué cette utilisation, déclarant que les policiers qui utilisent ce symbole « adoptent une mentalité de hors-la-loi » et que « c'est aussi offensant que de mettre un drapeau confédéré sur un bâtiment gouvernemental". Conway a également réagi en essayant de « récupérer le logo » en vendant des T -shirts ornés du logo du Punisher et de Black Lives Matter, les ventes étant directement reversées à des organisations caritatives liées à Black Lives Matter.
Il existe des variantes représentant des professions autres que les forces de l'ordre, comme le drapeau de la  mince ligne rouge, qui représente les pompiers,.

## Galerie

Le drapeau du Canada orné de la thin blue line.
Le drapeau de Cuba orné de la delgada línea azul.
Le drapeau du Royaume-Uni orné de la thin blue line.
Le drapeau des États-Unis orné de la thin blue line, symbole du mouvement Blue Lives Matter.

## Apparitions et controverses
Des critiques affirment que la Thin Blue Line représente un état d'esprit « nous contre eux » qui exacerbe les tensions entre les officiers et les citoyens et influence négativement les interactions entre la police et la communauté en mettant la police à l'écart de la société dans son ensemble,. De nombreux groupes la considèrent comme un symbole d'opposition au mouvement de justice raciale.
Le Réseau canadien anti-haine déclare qu'il rencontre souvent les symboles Thin Blue Line et Back The Blue sur les pages des médias sociaux utilisés par les groupes haineux. Aux États-Unis, des suprémacistes blancs ont été filmés portant des drapeaux Thin Blue Line aux côtés du drapeau confédéré et des drapeaux nazis lors de la Manifestation « Unite the Right » à Charlottesville, en Virginie,,.
Ces dernières années, l'utilisation et l'affichage de la Thin Blue Line ont suscité la controverse dans plusieurs communautés.
- À Chicago, en novembre 2016, des contre-manifestants ont porté le drapeau américain noir et blanc pour montrer leur soutien à la police après la fusillade de Joshua Beal par la police, en opposition à un autre groupe de manifestants qui estimaient que la fusillade était injuste et à motivation raciale[29].

- À Warwick, dans l'État de New York, la peinture d'une ligne bleue le long d'une chaussée a été critiquée par certains citoyens comme étant en opposition avec le mouvement Black Lives Matter. La ville a depuis peint la ligne en rouge, blanc et bleu, les couleurs du drapeau américain[30].
- En 2017, le palais de justice du comté de Multnomah à Portland, dans l'Oregon, a retiré le drapeau Thin Blue Line après qu'il a gagné en notoriété avec les manifestants de Charlottesville[31].

- En juillet 2019, le drapeau américain Thin Blue Line a été hissé par des résidents de York, dans le Maine, afin de rendre hommage à un policier local qui avait été abattu dans l'exercice de ses fonctions des décennies auparavant. En raison d'accusations de racisme de la part de membres du York Diversity Forum, Charlie Black, le fils du soldat Charles Black de la police d'État, a retiré le drapeau[32].
- Le 31 mai 2020, le département du shérif du comté de Hamilton à Cincinnati, dans l'Ohio, a arboré le drapeau Thin Blue Line à la place du drapeau américain en réponse aux manifestations et émeutes consécutives à la mort de George Floyd. Le département a tweeté que le drapeau original avait été volé et que le drapeau Thin Blue Line flottait en remplacement en l'honneur de l'officier de la police de Cincinnati abattu pendant les troubles[33].

- Le 30 juillet 2020, les drapeaux Blue Lives Matter ont été retirés des camions de pompiers de Hingham, dans le Massachusetts, après des jours de controverse pour savoir si les drapeaux saluaient simplement les policiers ou avaient un message politique plus clivant. Certains habitants de la ville avaient confondu le drapeau avec le véritable drapeau Thin Blue Line[34],[35].
- En mai 2021, l'Association de la police d'Edmonton au Canada a été critiquée pour avoir fait flotter un drapeau Thin Blue Line sur le toit de son bâtiment. En réponse, un représentant de l'association de police a déclaré qu'ils ne savaient pas « où et comment le symbolisme du drapeau Thin Blue Line  s'est transformé en quelque chose de raciste ou de haineux ». L'association de police a refusé de retirer le symbole[36].

- En août 2021, le conseil municipal de Mount Prospect (Illinois), une banlieue de Chicago, a voté le retrait du drapeau Thin Blue Line sur les uniformes des policiers. Le chef de la police avait déclaré que ce symbole était destiné à « commémorer les policiers tués au service de leur communauté ». Toutefois, un administrateur a fait remarquer que « cet écusson est considéré comme raciste par plusieurs, quelle que soit son intention »[37].
- En juin 2023, à Renens (Suisse) lors du procès de six policiers accusés de l'homicide par négligence de Mike Ben Peter, un policier chargé de la sécurité de la salle d'audience a arboré un insigne Thin Blue Line. La séance a été suspendue plus d'une heure[38]  et le gendarme a été écarté du procès[39].

## Injonctions contre l'utilisation
Depuis 2015, plusieurs juridictions ont émis des injonctions contre l'utilisation de l'imagerie Thin Blue Line sur les uniformes de police ou à d'autres titres officiels par les services d'urgence.

### Canada
- Le 9 octobre 2020, la Gendarmerie royale du Canada (GRC) a émis une directive interdisant le port ou l'affichage de symboles liés à la Thin Blue Line par les agents en service. La Fédération de la police nationale, le syndicat qui représente les agents de la GRC, s'est opposée à cette directive. En représailles, le syndicat a commandé des drapeaux Thin Blue Line pour tous ses agents afin qu'ils les portent en contravention des ordres de la GRC[40],[41],[42],[43]. En 2021, les agents de la GRC qui ont arrêté plus de 600 défenseurs de la forêt à Fairy Creek étaient régulièrement photographiés portant des écussons "Thin Blue Line" sur leurs uniformes malgré la directive de la GRC du 9 octobre 2020 interdisant son utilisation.

- En octobre 2020, peu après la directive de la GRC, le service de police de Victoria, en Colombie-Britannique, a interdit les drapeaux Thin Blue Line sur les uniformes de ses agents. Le service de police de la communauté voisine de Saanich a également confirmé son injonction à l'encontre des agents de police qui appliquent des décorations personnalisées comme le drapeau Thin Blue Line sur leur uniforme[44].
- En février 2021, le chef de police de la ville d'Ottawa a annoncé de nouvelles normes en matière d'uniformes, en vertu desquelles toute modification, y compris l'écusson controversé de la Thin Blue Line, serait bannie de la tenue des agents en service[45].

- En mai 2021, des policiers de Toronto ont été photographiés portant des écussons de la Thin Blue Line sur leurs uniformes alors qu'ils démantelaient un campement de sans-abri au stade Lamport. On a rappelé aux policiers que le symbole n'avait pas été approuvé par le comité d'habillement du service ni par le chef de la police. Cet incident a fait suite à un autre incident similaire survenu en 2020, lorsqu'un policier de Toronto a reçu l'ordre de retirer immédiatement un écusson comportant une version de la Thin Blue Line superposée au crâne noir utilisé par le personnage de bande dessinée Punisher[25].

### États-Unis
- En 2017, à la suite d'un incident à Riviera Beach, en Floride, où un groupe de policiers a arboré le drapeau Thin Blue Line sur leurs véhicules personnels, un ordre a été donné par leur capitaine pour retirer les drapeaux[46].
- En mai 2020, il a été interdit aux officiers du San Francisco Police Department de porter au travail des masques faciaux non médicaux avec des symboles "Thin Blue Line". Le chef de la police du San Francisco Police Department, Bill Scott, a déclaré que cette décision avait été prise  « en considération des préoccupations exprimées par certains membres de la communauté selon lesquelles le symbolisme de la "Thin Blue Line" sur les masques de certains de nos officiers pourrait être perçu comme une source de division ou un manque de respect »[47].

- Le 1er juin 2020, le chef de la police de Middletown, au Connecticut, William McKenna, a fait une déclaration commune avec le maire de la ville, Ben Florsheim, indiquant qu'ils allaient retirer le drapeau Thin Blue Line du département de police de Middletown. Une pétition sur change.org, qui avait recueilli plus de 1 300 signatures pour le retrait du drapeau à la suite du meurtre de George Floyd, a incité la ville à faire ce choix[48].
- En novembre 2020, le chef du département de police de Madison, dans le Wisconsin, a interdit l'utilisation du drapeau par les agents pendant leur service, au motif que le symbole était devenu associé à des extrémistes[49]. Dans une déclaration faite le 15 janvier 2021, le chef Roman a déclaré que les extrémistes avaient « visiblement récupéré le drapeau Thin Blue Line »[50].

- En mai 2021, les villes de Manchester, South Windsor, Middletown et Willimantic, toutes situées dans le Connecticut, ont interdit ou retiré les drapeaux Thin Blue Line de leurs villes. À South Windsor, les drapeaux ont été retirés après que le chef de la police ait exprimé ses inquiétudes quant à l'affichage du drapeau. À Manchester, les drapeaux ont été interdits en vertu d'une nouvelle injonction municipale contre les bannières représentant « un mouvement religieux ou une croyance particulière », les drapeaux de partis politiques et les drapeaux « qui encouragent la violence, la discrimination, les préjugés ou le racisme »[26].

### Islande
- En octobre 2020, une photo d'un policier islandais a fait l'objet d'une controverse au sein de la population. Sur la photo, l'officier portait un drapeau du Vinland (en) ainsi que le drapeau Thin Blue Line superposé au drapeau islandais[51],[52]. Le 12 mai 2021, la ministre de la Justice Áslaug Arna Sigurbjörnsdóttir a publié une nouvelle réglementation qui, en partie, interdit l'utilisation de ces symboles sur l'uniforme officiel de la police[53],[54].

### Royaume-Uni
- En 2015, des policiers du Sussex, en Angleterre, ont reçu l'ordre de retirer de leur uniforme un écusson comportant une ligne traversant un drapeau du Royaume-Uni, parce qu'il ne faisait pas partie de leur uniforme officiel et qu'il pouvait être considéré comme une déclaration politique liée aux coupes budgétaires dans les forces de police[55].

### Suisse
- En 2024 La «Thin Blue Line» est interdite dans les polices vaudoises. L’agent lausannois qui les vend s’est vu retirer son autorisation par la Municipalité. Les polices luttent contre une récupération d’extrême droite[56].